# ケラケラじゃんけん/STATION
「ケラケラじゃんけん/STATION」は、ケラケラの5作目のシングル。2014年10月8日ユニバーサルシグマから発売された。

## 概要
ケラケラ初の両A面シングル。
- 初回限定盤と通常盤の2種リリース。
- 初回限定盤は「マフラータオル」限定バージョン付き。
- 通常盤はCDのみ。

## 収録曲

### 初回限定盤
1. ケラケラじゃんけん （3:00）
作詞：ふるっぺ、森さん、本間律子 / 作曲：ふるっぺ / 編曲：宮田リョウ
2. STATION（4:59）
作詞：ふるっぺ、森さん、平義隆 / 作曲：ふるっぺ / 編曲：soundbreakers
3. ハジマリ!（4:24）
作詞：ふるっぺ 、森さん、平義隆/ 作曲：ふるっぺ / 編曲：ha-j
千葉銀行企業CM『チカラを合わせて』篇 CMソング[2]
4. ケラケラじゃんけん（Inst.)（2:58）
5. STATION（Inst.)（4:57）

### 通常版
1. ケラケラじゃんけん （3:00）
2. STATION（4:59）
3. ハジマリ！（4:24）
4. ケラケラじゃんけん（Inst.)（2:58）
5. STATION（Inst.)（4:57）